# داروين هوبز
داروين هوبز (بالإنجليزية: Darwin Hobbs)‏ هو مغني أمريكي، ولد في 30 نوفمبر 1968 في سينسيناتي في الولايات المتحدة.

## وصلات خارجية
- داروين هوبز على موقع ميوزك برينز (الإنجليزية)
- داروين هوبز على موقع ديسكوغز (الإنجليزية)